# Китайская головоломка
«Китайская головоломка» (фр. Casse-tête chinois) — французская комедийная мелодрама режиссёра, сценариста и продюсера Седрика Клапиша, вышедшая в 2013 году, сиквел фильмов «Испанка» и «Красотки». Впервые фильм показали 23 августа 2013 года во Франции на Кинофестивале франкофонии в Ангулеме.

## Сюжет
40-летний Ксавье Руссо долго не может определиться с тем, какую себе жену выбрать. Вскоре он женится на англичанке Венди, у них появляется двое детей. Однако жена покидает его, забирает детей и уезжает в Нью-Йорк. Ксавье едет за ними, чтобы увидеться с детьми.

## В ролях
| Актёр           | Роль         |
| --------------- | ------------ |
| Ромен Дюрис     | Ксавье Руссо |
| Келли Райлли    | Венди        |
| Одри Тоту       | Мартина      |
| Сесиль Де Франс | Изабель      |
| Сандрин Хо      | Джу          |
| Бенуа Жако      | отец Ксавье  |